# Loxostege ochrealis
Loxostege ochrealis là một loài bướm đêm trong họ Crambidae. Loài này được mô tả bởi Alfred Ernest Wileman vào năm 1911. Nó được tìm thấy ở Nhật Bản.